# Soavina (Ambatofinandrahana)
Pour les articles homonymes, voir Soavina.
Soavina est une commune urbaine malgache située dans la partie nord de la région d'Amoron'i Mania.